# Melodie imperiali
Melodie imperiali (Kaiserwalzer) è un film del 1933 diretto da Friedrich Zelnik.

## Produzione
Il film fu prodotto dalla Zelnik-Film. Le riprese vennero effettuate a Bad Ischl, una cittadina dell'Alta Austria.

## Distribuzione
Distribuito dalla Aafa-Film AG, il film uscì nelle sale cinematografiche tedesche il 24 gennaio 1933 con il visto di censura del 21 dicembre 1932.
In Austria, il film venne distribuito nel 1933 dalla Koppelmann & Reiter con il titolo Audienz in Ischl. La General Foreign Sales Corp. ne curò l'uscita negli Stati Uniti.